# Chiaki Ishikawa
Chiaki Ishikawa (石川智晶, Ishikawa Chiaki) (Tóquio, 29 de março de 1969) anteriormente grafada como (石川知亜紀), antes de 2005, é uma cantora japonesa, e também vocalista principal da dupla musical japonesa See-Saw. Muitas de suas canções, tanto solo como da dupla See-Saw, foram utilizadas como temas séries de anime. Desde 2003, sua popularidade tem crescido de forma significativa, culminando em sua aparição na Anime Expo 2007 como convidada de honra.
Seu single "Prototype" foi tema de abertura do anime Mobile Suit Gundam 00 e alcançou a terceira posição nas paradas da Oricon.

## Discografia

### Álbuns
- Magnolia (マグノリア, Magunoria, 23 de Junho de 1999)
- Inner Garden (3 de dezembro, 2003)
- I still don't know anything. (僕はまだ何も知らない。, Boku wa Mada Nanimo Shiranai., 22 de Agosto de 2007)
- 誰も教えてくれなかったこと (Daremo Oshiete Kurenakatta Koto,, 30 de Setembro de 2009)

### Singles
- Like an angel (雨の日に恋をした, Ame no Hi ni Koi o Shita, 4 de Fevereiro de 2004)
- Utsukushikereba sore de ii (美しければそれでいい, 19 de Abril de 2006)
- Namida (涙, 21 de Março de 2007)
- Uninstall (アンインストール, Aninsutōru, 13 de Junho de 2007)
- 1/2 (はんぶん, 21 de Novembro de 2007)
- Prototype (石川智晶の曲, 03 de Dezembro de 2008)
- First Pain (29 de Julho de 2009)
- Backlight (逆光, Gyakkou, 4 de Agosto de 2010)
- I'm Not Afraid Anymore (もう何も怖くない、怖くはない, Mou nanimo kowaku nai, kowaku wa nai, 06 de Outubro de 2010)

### DVD
- erro em {{japonês}}: Texto em japonês ou romaji necessário (ajuda)

### Músicas escritas para outros vocalistas
Ai ni Kite (逢いにきて, , 1994)
Letra e música
Interpretada por Hiromi Nagasaku
Bokutachi no Sutaato (僕たちのスタート, , 1995)
Letra e música
Interpretada por Hironobu Kageyama
Ima, Kono Shunkan ga Subete (今、この瞬間がすべて, , 2003)
Somente a letra
Interpretada por Soichiro Hoshi

## Associações

### See-Saw
Noir
Música que compõe a trilha sonora
.hack//SIGN
Temas de abertura e de encerramento
.hack//Liminality
Temas de abertura e de encerramento
Anna ni Issho datta no ni (あんなに一緒だったのに)
Mobile Suit Gundam SEED, primeiro encerramento
Kimi wa Boku ni Niteiru (君は僕に似ている)
Mobile Suit Gundam SEED Destiny, quarto encerramento

### Solo
Like an angel
Mermaid Forest Tema de abertura
Utsukushikereba sore de ii (美しければそれでいい)
Simoun Tema de abertura
Tear (涙, Namida)
Bakumatsu Kikansetsu Irohanihoheto
Bokurano
Temas de abertura e de encerramento
1/2
You're Under Arrest: Tema de encerramento
Prototype
Mobile Suit Gundam 00 Second Season: Tema de encerramento
First Pain
Element Hunters: Tema de abertura